# Línea 6B (Canelones)
La línea 6B fue una línea metropolitana que unía la ciudad de Montevideo con Toledo, en Canelones.

## Historia
Fue creada por la cooperativa Cooperativa Unión de Transporte del Uruguay en sus inicios, recibiendo la denominación en referencia a la comisaría 15 de policía de Canelones y para diferenciarse de la línea 6A. En el año en 2007 tras la fusión de dicha cooperativa, con la otrora Unión Cooperativa Obrera, la línea comenzó a ser operada por dicha cooperativa. Fue semi-suprimida en el año 2020 a raíz de la pasada pandemia, aunque, en el año fueron activados nuevamente sus servicios en modo de prueba, los cuales constan de una frecuencia de mañana y otra en la tarde, las cuales ofrecen como beneficio un boleto combinación con la línea LM13.